# Élections législatives de 1848 en Corrèze
Les élections législatives françaises de 1848 se déroulent les 23 et 24 avril 1848. Dans le département de la Corrèze, huit représentants sont à élire dans le cadre d'un scrutin de liste majoritaire pour siéger à l'Assemblée nationale constituante.

## Élus
| N° | Nom                                        |  | Parti                  |
| -- | ------------------------------------------ |  | ---------------------- |
| 1  | Pierre Siméon Bourzat                      |  | Montagne               |
| 2  | Auguste Henry Ceyras                       |  | Montagne               |
| 3  | Louis Chassaignac de Latrade               |  | Gauche modérée         |
| 4  | Jean Nicolas Antoine Dubousquet-Laborderie |  | Gauche modérée         |
| 5  | François Favart                            |  | Opposition légitimiste |
| 6  | Charles Eugène Lébraly                     |  | Opposition légitimiste |
| 7  | Pierre Auguste Madesclaire                 |  | Montagne               |
| 8  | Jean Antoine Augustin Pénières             |  | Montagne               |